# تشاونسي رايت
تشاونسي رايت (بالإنجليزية: Chauncey Wright)‏ هو فيلسوف ورياضياتي أمريكي، ولد في 10 سبتمبر 1830 في نورثهامبتون في الولايات المتحدة، وتوفي في 12 سبتمبر 1875 في كامبريدج في الولايات المتحدة.